# Coloana bifurcata
Coloana bifurcata är en insektsart som beskrevs av Sohi och Mann 1992. Coloana bifurcata ingår i släktet Coloana och familjen dvärgstritar. Inga underarter finns listade i Catalogue of Life.